# Superga (calzado)
Superga es una empresa italiana de calzado con sede en Turín. Los zapatos de Superga están destinados principalmente al deporte, en especial el tenis, destacando el modelo 2750, el más vendido de la marca.
Fue fundada en 1911 en esta misma ciudad por Walter Martiny, aunque en origen la primera fábrica producía caucho en general para todo tipo de productos, desde neumáticos hasta juguetes. Poco después se lanzó al mercado los primeros zapatos deportivos, hechos con suela de caucho vulcanizado y llamados ‘Superga’ en honor a la basílica homónima, situada en la colina más alta de Turín. 
Debido a una quiebra en 2004, la marca Superga fue vendida al conglomerado empresarial BasicNet SpA, también de Turín, quien tiene derecho exclusivo de producción en la actualidad.

## Historia

#### Orígenes

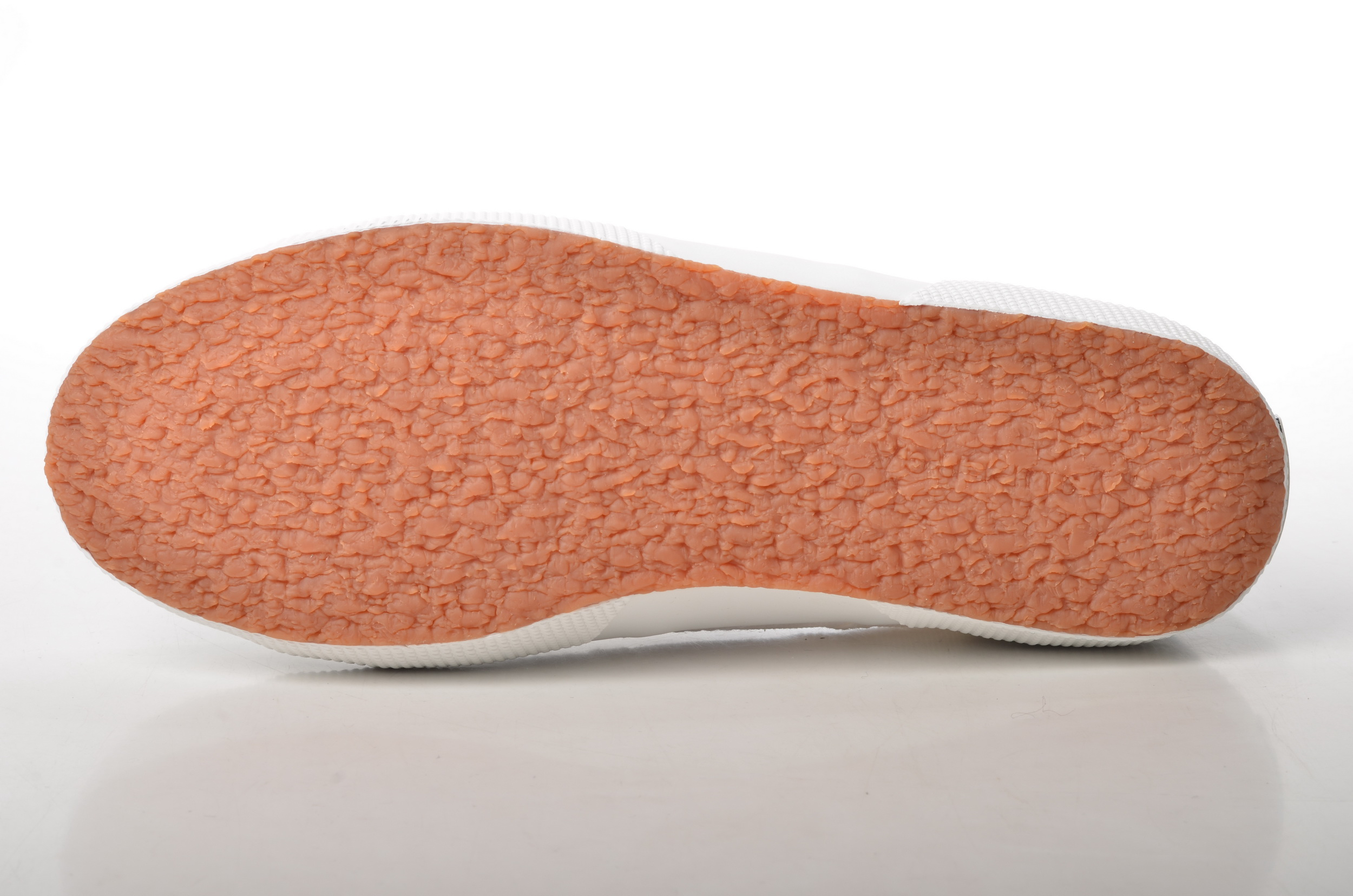
Suela de caucho vulcanizado de Superga.

En 1903, el joven turinés Walter Martiny (1887-1957), de una familia burguesa adinerada, decide invertir su dinero en la construcción de una pequeña fábrica para la producción de diversos artículos de caucho, especializándose posteriormente en botas impermeables.
La nueva industria automovilística demandaba neumáticos y Martiny adquiere un solar en la zona de Borgo Vittoria para iniciar una primera cadena de producción. Se trata de un antiguo cobertizo de pintura, propiedad de los hermanos Pio y Angelo Albesiano, todavía en pie, en el cruce de las Vías Verolengo y Orvieto, cercano al Parco Dora.
En 1911, la fábrica se constituye como sociedad anónima, bajo el nombre «Società Anonima per Azioni Walter Martiny». El 3 de octubre de 1911, lanzó sus dos primeros calzados: unas botas impermeables con suela de goma vulcanizada y unos zapatos con la misma suela para las labores del campo.
Dos años más tarde, en 1913, la empresa fue renombrada como «Fabbriche Riunite Industria Gomma Torino» (FRIGT), especializándose no sólo en botas, tacones, cámaras de aire para bicicletas y juguetes, sino también en neumáticos para la naciente industria automovilística.
En la década de 1920, Walter Martiny es miembro de la Juventus de Turín y se convierte en su vicepresidente. Durante esos años, la empresa de Martiny se enfoca en la producción de calzado deportivo, y en 1925 lanzaron al mercado el modelo 2750.
En 1934 funda la marca Superga y diversifica su gama de calzados, lanzando decenas de modelos al mercado, destinados al tenis, el baloncesto, la vela o la gimnasia entre otros deportes.

#### Segunda Guerra Mundial
Durante la Segunda Guerra Mundial (1939-1945), la fábrica de Superga se dedica a la producción de máscaras antigás, sin embargo hacia el final del conflicto, su sede quedaría seriamente dañada por el bombardeo aliado de Italia. Superga fue reconstruida inmediatamente después de la guerra, reanudando la producción y concentrándose de nuevo en la fabricación de calzado de alta calidad.

#### Etapa Pirelli
En 1951, Superga se asocia con Pirelli, accionista mayoritario, con el fin de incrementar la producción. Entre 1952 y 1975 los pares de zapatos producidos aumentaron de 2 a 12 millones. En 1957 fallece Walter Martiny  Walter a los 70 años, evitando ver la decadencia y posterior quiebra de su empresa. Sin embargo, la etapa Pirelli es todavía la época dorada de Superga. En 1962, el diseñador gráfico Albe Steiner crea el logo de Superga, vigente hasta la actualidad.
Durante los años 1970 y 1980 la marca busca promocionarse a través de figuras italianas importantes del deporte, de manera que Dino Zoff usaría calzado de Superga en el Mundial de Fútbol de 1982 y el tenista Adriano Panatta las extendería por el mundo.
A partir de 1975, una crisis afecta al mercado italiano y la marca se ve llevada a vender otra clase de artículos deportivos, lanzando prendas de vestir deportivas en 1981.

#### Desde 1993 hasta la actualidad
En 1993, Superga se separa de Pirelli y se fusiona con el grupo So.PA.F., sociedad empresarial que posteriormente quebró. Son años muy difíciles para la empresa, también debido a la creciente competencia en el mercado, que ahora se ha globalizado.
A finales del siglo xx, la histórica fábrica de via Verolengo 28 suspendió la producción interna, limitándose exclusivamente a la comercialización de productos fabricados en el extranjero. Por lo tanto, se establecieron puntos de venta directa, por voluntad del director general Franco Bosisio, ex Swatch: en Milán (en Corso Vercelli y en Via San Pietro all'Orto, antigua sala de exposición Harley-Davidson de Carlo Talamo di Castelnuovo, importador oficial y motociclista entusiasta), y en Roma (en via Borgognona). La dirección general de la empresa y todas las demás funciones corporativas permanecieron en via Verolengo en Turín hasta 1997. De hecho, la sede de Superga se trasladó a Rivoli, provincia de Turín. La antigua estructura de via Verolengo volvió a ser propiedad de la ciudad y estará a la espera de una remodelación. En 2001 el Tribunal de Turín declaró a Superga en quiebra. 
En 2004, el síndico concursal vendió la marca Superga a la multinacional BasicNet (conglomerado dueño también de otras marcas como Kappa y Jesús Jeans) por aproximadamente 13 millones de euros. Desde entonces BasicNet posee la licencia internacional para producir y distribuir los productos de Superga. Es propietaria total de la marca desde 2007. Todos los establecimientos físicos en Italia fueron clausurados.
En 2011, BasicNet firmó un acuerdo con el diseñador estadounidense Steve Madden, para convertirse en el distribuidor exclusivo de la marca Superga en los mercados estadounidense, canadiense y mexicano.
Posteriormente, los productos Superga encontraron un mayor mercado en la venta online por internet, mientras que las tiendas italianas de la marca reabrieron, aunque en mucha menor medida que en el pasado. Para 2016, Superga ofrecía más de 400 modelos, no solo zapatillas deportivas, también chanclas, botas de agua o espardetas.

## Modelo 2750
El modelo Superga 2750 COTU Classic es un modelo de zapatilla deportiva unisex en varios colores y tallajes (de la 35 a la 40 EUR), cuyo diseño original no ha variado desde 1925, por lo que es considerado un icono. Es una zapatilla estilo plimsoll con una parte superior de lona y una suela de goma vulcanizada.

## En la cultura
- El 12 de abril de 2013, obtuvo el Récord Guinness por el «zapato más grande del mundo» un modelo Superga 2750 producido por el distribuidor de moda Electric Sekki (Hong Kong). Con 6.40 m de largo, era lo suficientemente grande como para contener más de 11 mil unidades de Superga 2750 de tamaño estándar.[8]
- En la película Knives Out (2019), el personaje de Marta Cabrera (interpretada por Ana de Armas) usa un par de zapatos Superga 2750.[9]
- Tanto la princesa Diana de Gales (Lady Di) como la actual princesa de Gales, Catalina (Kate Middleton) han sido noticia por usar varias veces el modelo 2750.[10][11]